# Torneo di Wimbledon 1953
Il Torneo di Wimbledon 1953 è stata la 67ª edizione del Torneo di Wimbledon e terza prova stagionale dello Slam per il 1953.
Si è giocato sui campi in erba dell'All England Lawn Tennis and Croquet Club di Wimbledon a Londra, in Gran Bretagna.

## Campioni

### Senior

#### Singolare maschile
Vic Seixas ha battuto in finale  Kurt Nielsen con il punteggio di 9–7, 6–3, 6–4.

#### Singolare femminile
Maureen Connolly ha battuto in finale  Doris Hart con il punteggio di 8–6, 7–5.

#### Doppio maschile
Lew Hoad /  Ken Rosewall hanno battuto in finale  Rex Hartwig /  Mervyn Rose con il punteggio di 6–4, 7–5, 4–6, 7–5.

#### Doppio femminile
Shirley Fry /   Doris Hart hanno battuto in finale  Maureen Connolly /  Julia Sampson con il punteggio di 6–0, 6–0.

#### Doppio misto
Doris Hart /  Vic Seixas hanno battuto in finale  Shirley Fry /  Enrique Morea con il punteggio di 9–7, 7–5.

### Junior

#### Singolare ragazzi
Billy Knight ha sconfitto in finale  Ramanathan Krishnan con il punteggio di 7–5, 6–4.

#### Singolare ragazze
Dora Kilian ha sconfitto in finale  Valerie Pitt con il punteggio di 6–4, 4–6, 6–1.